# Urique
Urique (del tarahumara: Urike ‘Lugar de barrancas’) es un pueblo del estado mexicano de Chihuahua, localizado en el extremo suroeste de la entidad, en la región de las barrancas, el pueblo se encuentra en el fondo de la llamada Barranca de Urique, formada por el río del mismo nombre, debido a su baja altitud sobre el nivel del mar, el clima de Urique es cercano al tropical. Es cabecera del municipio de Urique.

## Historia
El pueblo de Urique fue fundado el 12 de enero de 1690 como consecuencia del descubrimiento de una mina que fue denunciada por el español Juan Tarango Vallejo, a pesar de haber sido descubierta por indígenas tarahumaras. La región en que se encuentra, poblada por tarahuamaras, había sido evangelizada por sacerdotes de la Compañía de Jesús, que habían fundado varias misiones en los alrededores, la riqueza de la mina atrajo pronto nueva población que se instaló en el fondo de la barranca dando origen a la población.
El 14 de diciembre de 1860 fue creado el municipio de Urique, del que fue designada cabecera y al cual dio su nombre, en diciembre de 1866 por decreto del presidente Benito Juárez recibió la categoría de Villa.

## Actualidad
Con el avance del tiempo, y sobre todo hacia el siglo XX, la explotación minera fue decayendo hasta finalmente suspenderse, y con ella la actividad económica de la población. En la actualidad, la población se dedica fundamentalmente a la actividad agrícola y ganadera, aunque sobreviven pequeñas explotaciones mineras casi artesanales. La baja en la población y la difícil comunicación con el resto del estado han hecho que existan localidades con mayor población en el municipio, como Bahuchivo, San Rafael o Cerocahui; El turismo se encuentra muy poco desarrollado. A excepción de las comunidades de El Divisadero que es estación ferroviaria de la ruta Chihuahua al pacífico o CHEPE y que cuenta con grandes atractivos naturales como lo es la vista panorámica del Cañón del Cobre. También se creó un parque de turismo de aventura con teleférico y tirolesas a poca distancia de esta estación, cerca de otra atracción turística llamada la Piedra Volada. Con tecnología suiza se construyó durante la administración del Gobernador Lic. César Duarte y fue un parteaguas en la potenciación del turismo regional.